# Nati nel 1762
| Questa pagina contiene informazioni ricavate automaticamente dalle voci biografiche con l'ausilio del template Bio e di un bot. L'aggiornamento è periodico e automatico e ricostruisce completamente la pagina. Se manca una persona in questa lista, sei pregato di non aggiungerla, ma accertati piuttosto che la sua voce biografica contenga il template Bio e che i dati anagrafici siano correttamente compilati. Se il template Bio manca, inseriscilo tu stesso o, in alternativa, metti l'avviso {{tmp\|Bio}} che ne segnala la mancanza. Se i dati riportati sono sbagliati, correggi direttamente la voce biografica; le modifiche saranno visibili in questa lista entro pochi giorni. Per chiarimenti vedi il progetto biografie. La lista contiene solo le 182 persone che sono citate nell'enciclopedia e per le quali è stato implementato correttamente il template Bio. Pagina aggiornata al 2 ago 2025. |

## Gennaio(11)
- 2 gennaio - Francesco Rosaspina, incisore italiano († 1841)
- 5 gennaio - Constanze Weber, tedesca († 1842)
- 6 gennaio - Dionigi Strocchi, letterato, grecista e latinista italiano († 1850)
- 8 gennaio - François Xavier de Schwarz, generale francese († 1826)
- 11 gennaio - Michel Dieulafoy, librettista e drammaturgo francese († 1823)
- 19 gennaio - Jacques Balmat, alpinista italiano († 1834)
- 22 gennaio - Jean-Baptiste Wicar, pittore e collezionista d'arte francese († 1834)
- 23 gennaio - Christian August Vulpius, scrittore tedesco († 1827)
- 29 gennaio - Giuseppe Nicolini, compositore italiano († 1842)
- 30 gennaio - Stefano Ticozzi, storico dell'arte italiano († 1836)
- 31 gennaio - Lachlan Macquarie, generale scozzese († 1824)

## Febbraio(12)
- 1º febbraio - Andrea Savaresi, medico, naturalista e mineralogista italiano († 1810)
- 2 febbraio - Girolamo Crescentini, cantante castrato e compositore italiano († 1846)
- 3 febbraio - Pavel Petrovič Ščerbatov, politico russo († 1831)
- 6 febbraio - James St Clair-Erskine, II conte di Rosslyn, generale e politico scozzese († 1837)
- 7 febbraio - Luc-Julien-Joseph Casabianca, militare francese († 1798)
- 8 febbraio - Gia Long, imperatore vietnamita († 1820)
- 8 febbraio - Gian Antonio Turinetti di Priero, nobile italiano († 1801)
- 9 febbraio - Gerardo Curcio, guerrigliero e militare italiano († 1825)
- 9 febbraio - André-François Miot, letterato, politico e diplomatico francese († 1841)
- 10 febbraio - Grigorij Ivanovič Černyšëv, nobile russo († 1831)
- 15 febbraio - Francis Buchanan-Hamilton, geografo, zoologo e botanico britannico († 1829)
- 23 febbraio - Claude Juste Alexandre Legrand, generale francese († 1815)

## Marzo(12)
- 6 marzo - Giuseppe Lattanzi, scrittore, giornalista e poeta italiano († 1822)
- 9 marzo - Luigi Canonica, architetto e urbanista svizzero († 1844)
- 9 marzo - Marija Alekseevna Senjavina, nobildonna russa († 1822)
- 10 marzo - Jeremias Benjamin Richter, chimico tedesco († 1807)
- 12 marzo - Ludwig von Starhemberg, nobile e diplomatico austriaco († 1833)
- 17 marzo - Giacomo Coccia, vescovo cattolico italiano († 1829)
- 18 marzo - Karl Christian Gmelin, botanico tedesco († 1837)
- 20 marzo - Maria Teresa Elisabetta d'Asburgo-Lorena, nobile († 1770)
- 24 marzo - Marcos António Portugal, compositore portoghese († 1830)
- 24 marzo - Ferdinand Ernst Gabriel von Waldstein, mecenate tedesco († 1823)
- 25 marzo - Alexandre Dumas, generale francese († 1806)
- 30 marzo - John Campbell, I marchese di Breadalbane, nobile e militare scozzese († 1834)

## Aprile(13)
- 4 aprile - Stephen Storace, compositore inglese († 1796)
- 4 aprile - Carolina di Nassau-Usingen, nobile tedesca († 1823)
- 8 aprile - Bernardino Bollati, vescovo cattolico italiano († 1828)
- 9 aprile - Friedrich von Kleist, generale prussiano († 1823)
- 12 aprile - Giovanni Battista Caracciolo di Vietri, generale e nobile italiano († 1825)
- 13 aprile - Jean Étienne Championnet, generale francese († 1800)
- 13 aprile - Karl Friedrich Horn, organista, compositore e musicologo tedesco († 1830)
- 14 aprile - Giuseppe Valadier, architetto e orafo italiano († 1839)
- 16 aprile - Giovanni Aldini, fisico e fisiologo italiano († 1834)
- 22 aprile - Aleksej Grigor'evič Bobrinskij, conte († 1813)
- 22 aprile - Anton Francesco Menchi, cantastorie e poeta italiano († 1828)
- 29 aprile - Jean-Baptiste Jourdan, generale francese († 1833)
- 30 aprile - George Murray, V conte di Dunmore, nobile scozzese († 1836)

## Maggio(13)
- 1º maggio - Zacharie Allemand, ammiraglio francese († 1826)
- 4 maggio - Johann Heinrich Abicht, filosofo tedesco